# Иркабтум
Иркабтум — царь Ямхада, правил приблизительно в середине XVII века до н. э. Сын Никмепы I.
Иркабтум, в первую очередь, известен по табличкам из архива Алалаха, согласно которым он занимался продажей и покупкой городов и деревень в приграничных с Алалахом районах, пытаясь разграничить территории со своим вассалом царём Алалаха Аммитакумом. Имя Иркабтума упоминается также во фрагменте хеттской надписи.
Иркабтум выступил в область Наштарби к востоку от Евфрата против хурритских князей, которые восстали против Ямхада. Всё это ясно говорит, что Ямхад начал терять свои заевфратские владения. И это следует связать с продвижением хурритов. Действительно, вскоре в Верхней Месопотамии образовалось сильное и влиятельное хурритское царство Митанни.
Известно также, что Иркабтум заключил мирный договор с Семумой, царём хабиру. Договор он заключал от имени своего вассала царя Алалаха, что указывает на важность и опасность этих автономных воинов в регионе.